# Cracu Muntelui
Cracu Muntelui – wieś w Rumunii, w okręgu Mehedinți, w gminie Ponoarele. W 2011 roku liczyła 221 mieszkańców.